# Typy Broni i Uzbrojenia
Typy Broni i Uzbrojenia (TBiU) – seria wydawnicza niewielkich, kolorowych broszur wydawana przez Wydawnictwo Ministerstwa Obrony Narodowej od 1970, a następnie przez Dom Wydawniczy Bellona. W latach 1997–2006 współwydawcą serii była Agencja Wydawnicza CB Andrzej Zasieczny. 5.08.2009 Agencja Wydawnicza CB podpisała umowę z wydawnictwem Bellona SA, na której mocy została wyłącznym, na zasadach licencji, wydawcą serii TBiU. Każdy zeszyt jest monografią zazwyczaj jednego typu XX i XXI-wiecznej broni lub uzbrojenia (pierwszy numer poświęcono czołgowi T-34). Pozycja zawiera historię jego powstania, opis poszczególnych prototypów i wariantów, opis techniczny, ewentualne zastosowanie bojowe, itp. Do tej pory ukazało się łącznie 248 zeszytów TBiU.
Grono autorów liczy ponad 110 osób, ale tylko czterech z nich napisało po kilkanaście zeszytów. Tymi autorami największej liczby zeszytów byli: Janusz Magnuski (zeszyty nr 1, 8, 12, 15, 18, 24, 31, 36, 43, 49, 53, 56, 64, 71, 154 i 163), Benedykt Kempski (nr 81, 90, 107, 110, 121, 130, 142, 149, 160, 173, 188, 198, 208, 214, 217, 221 i 223), Wiesław Bączkowski (nr 57, 65, 67, 82, 87, 104, 114, 128, 139, 148, 159, 166, 171, 199, 213 i 230) oraz Jerzy Grzegorzewski (nr 38, 60, 75, 94, 124, 138, 147, 162, 176, 185, 187, 192, 193, 200, 215 i 218). 
Dotychczas ukazały się zeszyty o następujących tytułach:

## Numery 1–50
- Nr 1 Czołg średni T-34, wyd. 1970
- Nr 2 Kontrtorpedowiec BURZA, wyd. 1970
- Nr 3 Samolot myśliwski PZL P-24, wyd. 1970
- Nr 4 Rakieta WOSTOK, wyd. 1970
- Nr 5 Samolot bombowy PZL-37 „ŁOŚ”, wyd. 1970
- Nr 6 Niszczyciel BŁYSKAWICA, wyd. 1970
- Nr 7 Wyrzutnia rakietowa Katiusza, wyd. 1971
- Nr 8 Działo pancerne SU-85, wyd. 1971
- Nr 9 Transporter opancerzony SKOT, wyd. 1971
- Nr 10 Samolot szturmowy Ił-2, wyd. 1971
- Nr 11 Ręczny karabin maszynowy DP, wyd. 1971
- Nr 12 Czołg pływający PT-76, wyd. 1971
- Nr 13 Samolot TS-11 ISKRA, wyd. 1971
- Nr 14 Pistolet maszynowy PM-63, wyd. 1972
- Nr 15 Czołg średni T-54, wyd. 1972
- Nr 16 Okręt podwodny ORZEŁ, wyd. 1972
- Nr 17 Samolot myśliwski MiG-15, wyd. 1972
- Nr 18 Pociąg pancerny „Danuta”, wyd. 1972
- Nr 19 Samolot rozpoznawczo-bombardujący PZL-23 KARAŚ, wyd. 1973
- Nr 20 Mina kontaktowa wz. 08/39, wyd. 1973
- Nr 21 Polski czołg lekki 7TP, wyd. 1973
- Nr 22 Samolot myśliwski PZL P-11, wyd. 1973
- Nr 23 Samolot transportowy An-12, wyd. 1973
- Nr 24 Opancerzony samochód rozpoznawczy BRDM, wyd. 1975
- Nr 25 Samolot myśliwski JAK-9, wyd. 1973
- Nr 26 Okręt szkolny ISKRA, wyd. 1973
- Nr 27 Mały okręt rakietowy, wyd. 1974
- Nr 28 Kuter pościgowy BATORY, wyd. 1974
- Nr 29 Samolot szkolno-treningowy TS-8 BIES, wyd. 1974
- Nr 30 Pistolet P-64, wyd. 1974
- Nr 31 Czołg ciężki IS, wyd. 1974
- Nr 32 Samolot szturmowy Ił-10, wyd. 1974
- Nr 33 Torpeda parogazowa kalibru 533 mm, wyd. 1974
- Nr 34 Samolot myśliwski AVIA B.534, wyd. 1975
- Nr 35 Samolot bombowy Pe-2, wyd. 1975
- Nr 36 Czołg rozpoznawczy TK (TKS), wyd. 1975
- Nr 37 Ręczny granatnik przeciwpancerny RGPPANC-2, wyd. 1975
- Nr 38 Śmigłowiec Mi-1, wyd. 1975
- Nr 39 Przeciwpancerny pocisk kierowany 3M6, wyd. 1976
- Nr 40 Samolot transportowy Li-2, wyd. 1976
- Nr 41 Samolot myśliwski MiG-17, wyd. 1976
- Nr 42 Średni samolot bombowy Tu-2, wyd. 1976
- Nr 43 Lekkie działo samobieżne SU-76, wyd. 1976
- Nr 44 Samolot BREGUET XIX, wyd. 1977
- Nr 45 Armata przeciwpancerna wz. 36, wyd. 1977
- Nr 46 Radar morski TRN-500, wyd. 1977
- Nr 47 Odrzutowy samolot bombowy Ił-28, wyd. 1977
- Nr 48 Samolot myśliwski I-16, wyd. 1977
- Nr 49 Armata dywizyjna ZiS-3, wyd. 1977
- Nr 50 Samolot myśliwski MiG-19, wyd. 1980

## Numery 51–100
- Nr 51 Bomba głębinowa wz. B-1, marzec 1978
- Nr 52 Samolot myśliwski Jak-3, wrzesień 1978
- Nr 53 Transporter opancerzony TOPAS, październik 1978
- Nr 54 Samolot myśliwsko – szturmowy Su-7, grudzień 1978
- Nr 55 Samolot myśliwski HURRICANE MK. I, grudzień 1978
- Nr 56 Samochód pancerny wz. 34, marzec 1979
- Nr 57 Samolot myśliwski Ła-7, kwiecień 1979
- Nr 58 Samolot myśliwski SPITFIRE MK. I – V, maj 1979
- Nr 59 Okręt desantowy średni ODS
- Nr 60 Śmigłowiec Mi-2
- Nr 61 Radziecki kuter torpedowy G-5
- Nr 62 Stawiacz min ORP GRYF
- Nr 63 Samolot bombowy SB-2
- Nr 64 Ciężkie działo samobieżne ISU-152
- Nr 65 Samolot towarzyszący LUBLIN R-XIII
- Nr 66 Samolot myśliwski MiG-3
- Nr 67 Samolot myśliwski BEAUFIGHTER
- Nr 68 Samolot bombowy Vickers Wellington
- Nr 69 Samolot myśliwski MUSTANG Mk. I – III
- Nr 70 Krążownik AURORA
- Nr 71 Pociąg pancerny „Zygmunt Powstaniec”
- Nr 72 Samolot szkolno – łącznikowy RWD-8
- Nr 73 Rewolwer Nagant wz. 1895
- Nr 74 Samolot wielozadaniowy Po-2
- Nr 75 Śmigłowiec Mi-4
- Nr 76 Samolot szkolno treningowy Jak-11 (C-11)
- Nr 77 Samolot wielozadaniowy An-2
- Nr 78 Karabin Mosin wz. 1891
- Nr 79 Haubica kal. 122 mm wz. 1938
- Nr 80 Samolot myśliwski M.S.-406C1
- Nr 81 Samolot transportowy Ił-14
- Nr 82 Samolot wielozadaniowy MOSQUITO
- Nr 83 Czołg lekki STUART
- Nr 84 Samochód pancerny wz. 29
- Nr 85 Samolot myśliwski P-39 AIRACOBRA
- Nr 86 9 mm pistolet wz. 1935 VIS
- Nr 87 Samolot myśliwski DEFIANT
- Nr 88 Samolot myśliwski I-153
- Nr 89 Samolot transportowy An-26
- Nr 90 Samolot wielozadaniowy Jak-12
- Nr 91 karabin MAUSER wz. 1898
- Nr 92 Samolot myśliwski Jak-1
- Nr 93 Uniwersalny 7,62 mm karabin maszynowy PK/PKS
- Nr 94 Śmigłowiec Mi-8
- Nr 95 Samolot bombowy AVRO typ 683 LANCASTER
- Nr 96 Karabinek AKM kal. 7,62 mm
- Nr 97 samolot myśliwski ZERO
- Nr 98 Torpeda francuska kal. 550 mm wz. 1924 V
- Nr 99 Samolot bombowy B-25 MITCHELL
- Nr 100 Pistolet maszynowy wz. 1939 MORS

## Numery 101–150
- Nr 101 Nocny samolot myśliwski Northrop P-61 Black Widow
- Nr 102 Krążownik liniowy HOOD
- Nr 103 Karabin powtarzalny BERTHIER wz. 1907/15 M16
- Nr 104 Samolot bombowy HALIFAX
- Nr 105 Pistolety maszynowe PPSz i PPS
- Nr 106 Samolot myśliwski MiG-21
- Nr 107 Samolot szkolno – treningowy UT-2
- Nr 108 samolot bombowy BOSTON (HAVOC)
- Nr 109 Karabin MANNLICHER wz. 1895
- Nr 110 Samolot szkolno – treningowy JUNAK
- Nr 111 Pistolet maszynowy Sten
- Nr 112 Samolot myśliwski Jak-23
- Nr 113 Samolot myśliwski CURTISS HAWK 75
- Nr 114 Samolot myśliwski SPAD VII – XIII
- Nr 115 Pistolet samopowtarzalny COLT
- Nr 116 Samolot myśliwski F6F HELLCAT
- Nr 117 Samolot myśliwsko – szturmowy Lim-6bis
- Nr 118 152 mm haubicoarmata wz. 1937
- Nr 119 Samolot myśliwski SPITFIRE Mk. IX – XVI
- Nr 119 bis  Samolot myśliwski SPITFIRE Mk. IX – XVI
- Nr 120 Bagnet polski wz. 29
- Nr 121 Samolot transportowy Ił-18
- Nr 122 samolot myśliwski F4U CORSAIR
- Nr 123 75 mm armata wz. 1897
- Nr 124 Śmigłowiec Mi-6
- Nr 125 Samolot transportowy C-47
- Nr 126 Samolot myśliwski MACCHI MC. 200 SAETA
- Nr 127 Samolot myśliwski P-38 Lightning
- Nr 128 Lekki samolot bombowy Fairey Battle
- Nr 129 Pistolet maszynowy Thompson
- Nr 130 samolot wielozadaniowy PIPER L-4 CUB
- Nr 131 samolot myśliwski MESSERSCHMITT Bf 109 A-E
- Nr 132 Samolot myśliwski Hawker Hurricane Mk. II–IV
- Nr 133 Samolot myśliwski IAR-80 i 81
- Nr 134 Samolot szkolno – akrobacyjny PWS-26
- Nr 135 Samolot torpedowy Fairey Swordfish
- Nr 136 Śmigłowiec szturmowy Mi-24
- Nr 137 Bagnet niemiecki wz. 1871/84
- Nr 138 Samolot bojowy SAAB 37 VIGGEN
- Nr 139 Samolot bombowy nurkujący JUNKERS Ju-87 A-C STUKA
- Nr 140 Radziecki okręt podwodny typu K
- Nr 141 Samolot myśliwski MESSERSCHMITT Me 163 B KOMET
- Nr 142 Samolot transportowy JUNKERS Ju 52/3m
- Nr 143 Bagnet francuski wz. 1886 do karabinu LEBEL
- Nr 144 ORP Wodnik
- Nr 145 Samolot szkolno – treningowy Jak-18
- Nr 146 Czołg lekki PzKpfw I
- Nr 147 Samolot myśliwski MIRAGE F1
- Nr 148 Samolot bombowy JUNKERS Ju 87D-H
- Nr 149 Samolot bombowy Dornier Do 17
- Nr 150 Śmigłowiec wielozadaniowy BELL UH-1 IROQUIS

## Numery 151–200
- Nr 151 Samolot myśliwski REPUBLIC P-35
- Nr 152 ORP KONDOR
- Nr 153 82 mm moździerz średni wz. 1937
- Nr 154 samochód pancerny STAGHOUND
- Nr 155 Samolot rozpoznawczy FOCKE-WULF Fw 189 UHU
- Nr 156 Samolot myśliwski Heinkel He 162
- Nr 157 Samolot myśliwski PWS-10
- Nr 158 Samolot myśliwski P-47 THUNDERBOLT
- Nr 159 Samolot bombowo – rozpoznawczy Arado Ar 234
- Nr 160 Szybowiec/samolot transportowy Me321/323 GIGANT
- Nr 161 7,62 mm karabin wyborowy SWD
- Nr 162 Samolot myśliwski BAC LIGHTNING
- Nr 163 Czołg szybki CROMWELL
- Nr 164 Łódź latająca CATALINA
- Nr 165 Czołg A7V
- Nr 166 Tajne bronie III Rzeszy
- Nr 167 Samolot myśliwski F-86 SABRE
- Nr 168 Karabin uniwersalny STEYR AUG
- Nr 169 Przeciwpancerny system rakietowy BILL
- Nr 170 Lekki wóz bojowy JEŻ
- Nr 171 Samolot bombowy BRISTOL BLENHEIM Mk. I–IV
- Nr 172 40 mm działo BOFORSA
- Nr 173 Samolot transportowo – patrolowy Fw 200 CONDOR
- Nr 174 Samolot Messerschmitt Bf 109F
- Nr 175 9 mm pistolet samopowtarzalny VIS wz. 1935
- Nr 176 Samolot myśliwski NORTHROP F-5
- Nr 177 Ręczny granatnik przeciwpancerny RPG-76 KOMAR
- Nr 178 Samolot bojowy TORNADO
- Nr 179 Samolot wielozadaniowy Westland Lysander
- Nr 180 Transporter opancerzony PANDUR
- Nr 181 Samolot myśliwski Messerschmitt Bf 109G
- Nr 182 Samochód terenowy Kdf Kubelwagen
- Nr 183 Polska armata przeciwlotnicza 75 mm wz. 36/37 oraz 40 mm Bofors
- Nr 184 Samolot myśliwski Messerschmitt Bf 109k
- Nr 185 Samolot szturmowy A-4 SKYHAWK
- Nr 186 Samolot myśliwski Messerschmitt Me 262
- Nr 187 Samolot szkolno – bojowy HAWK
- Nr 188 Samolot bombowy Dornier Do 217
- Nr 189 Karabinki automatyczne Tantal i Beryl
- Nr 190 Samolot bombowy RBWZ Ilja Muromiec
- Nr 191 Samolot rozpoznawczy FOCKE-WULF Fw 189 UHU
- Nr 192 Samolot bombowy Tu 16
- Nr 193 Samolot myśliwski przechwytujący MiG-31
- Nr 194 Samochód terenowy Star 266
- Nr 195 Samolot myśliwski F-16
- Nr 196 Samolot szkolno-treningowy PZL 130 Orlik
- Nr 197 Samolot Breguet 14
- Nr 198 Samolot wielozadaniowy Fieseler Fi 156 Storch
- Nr 199 Samolot bombowy Savoia-Marchetti SM.79
- Nr 200 Samolot myśliwski MiG-29

## Numery 201–250
- Nr 201 7,62 MM Uniwersalny karabin maszynowy UKM-2000, wyd. 2002
- Nr 202 Samolot myśliwsko-szturmowy F/A-18 Hornet, wyd. 2003
- Nr 203 7,92 MM RĘCZNY KARABIN MASZYNOWY WZ. 1928 BROWNING, wyd. 2003
- Nr 204 Samolot bojowy BAe Harrier/Sea Harrier, wyd. 2003
- Nr 205 Samolot bojowy pionowego i krótkiego startu i lądowania Harrier II, wyd. 2003
- Nr 206 Samochód osobowo-terenowy TARPAN 4WD HONKER, wyd. 2003
- Nr 207 Samolot transportowy EADS CASA C-295, wyd. 2004
- Nr 208 Śmigłowiec wielozadaniowy PZL W-3 Sokół, wyd. 2004
- Nr 209 Samochód terenowy HMMWV „Hummer”, wyd. 2004
- Nr 210 Samolot myśliwski F-16C/D Block 52+, wyd. 2004
- Nr 211 Samochody terenowe UAZ, wyd. 2004
- Nr 212 Okręt podwodny typu Los Angeles, wyd. 2004
- Nr 213 Samolot bombowy Short Stirling, wyd. 2004
- Nr 214 Samolot szturmowy Henschel Hs 129, wyd. 2004
- Nr 215 Naddźwiękowy samolot bombowo-rakietowy Tu-22, wyd. 2005
- Nr 216 Pistolet służbowy P.08 Parabellum, wyd. 2005
- Nr 217 Samolot bombowy JER-2, wyd. 2005
- Nr 218 Samolot myśliwski MiG-23, wyd. 2005
- Nr 219 Okręt podwodny CAVALLA, wyd. 2006
- Nr 220 9 mm pistolety wojskowe WIST 94 i WIST 94L, wyd. 2006
- Nr 221 Śmigłowiec wielozadaniowy Sikorsky UH-60A Black Hawk, wyd. 2006
- Nr 222 Samochód patrolowo-interwencyjny DZIK, wyd. 2006
- Nr 223 Samolot bombowy DB-3/Ił-4, wyd. 2006
- Nr 224 Śmigłowiec bojowy Mi-24/Mi-35, wyd. 2012
- Nr 225 Wojskowe samochody ciężarowo-terenowe Star 660/266, wyd. 2015
- Nr 226 Samochód osobowo-terenowy TARPAN 4WD HONKER, wyd. 2016
- Nr 227 152 mm armatohaubica samobieżna wz. 77 DANA, wyd. 2017
- Nr 228 Czołg kawalerii SOMUA S-35, wyd. 2020
- Nr 229 Samochód średniej ładowności wysokiej mobilności Jelcz 442, wyd. 2020
- Nr 230 Samolot myśliwski Dewoitine D. 520, wyd. 2021
- Nr 231 Lotniskowce eskortowe typu Casablanca, wyd. 2022
- Nr 232 203,2 mm działo samobieżne 2S7 Pion/2S7M Małka
- Nr 233 Brytyjski lotniskowiec HMS Hermes
- Nr 234 122 mm haubica D-30
- Nr 235 Lotniskowiec HMS Argus
- Nr 236 Krążowniki rakietowe proj. 1164 Moskwa
- Nr 237 Lotniskowce Soryu i Hiryu
- Nr 238 Lotniskowce Shokaku i Zuikaku
- Nr 239 Lotniskowiec HMS Eagle (I)
- Nr 240 Samolot myśliwski Grumman F-14 Tomcat
- Nr 241 Atomowe krążowniki rakietowe proj. 1144 Piotr Wielikij
- Nr 242 Pancerniki Ise i Hyuga
- Nr 243 Atomowe krążowniki podwodne proj. 941 Akuła (Tajfun)
- Nr 244 Lotniskowce Lexington (CV-2) i Saratoga (CV-3)
- Nr 245 Krążowniki rakietowe proj. 58 Groznyj
- Nr 246 Czołg T-72 Ural - wczesne wersje radzieckie
- Nr 247 Lotniskowce Yorktown (CV-5), Enterprise (CV-6) i Hornet (CV-8)
- Nr 248 Krążowniki rakietowe proj.1134 Bierkut
- Nr 249 Przeciwpancerny pocisk kierowany AGM-114 Hellfire
- Nr 250 Okręty podwodne typu Los Angeles

## Numery 251 i dalsze
- Nr 251 Śmigłowiec szturmowy Bell AH-1G Cobra
- Nr 252 Uderzeniowe okręty podwodne proj. 949 Granit i proj. 949A Antej
- Nr 253 Śmigłowiec szturmowy Bell AH-1 E-Z Cobra/Viper
- Nr 254 Samolot bombowy Avro Vulcan
- Nr 255 Pancernik Noworosyjsk (eks-włoski Giulio Cesare)
- Nr 256 Samolot wielozadaniowy McDonnell F-4 B/J/N/S, RF-4B Phantom II (wersje morskie USA)
- Nr 257 Samolot wielozadaniowy McDonnell Douglas F-4 C/D/E/G, RF-4C Phantom II (wersje lądowe USA)
- Nr 258 Samolot wielozadaniowy McDonnell Douglas F-4 Phantom II (wersje dla użytkowników zagranicznych)
- Nr 259 Samolot bombowy Blackburn Buccaneer

## Numery specjalne
- Nr 1 Lekkie samochody terenowe Autobox Honker ze Starachowic
- Nr 2 Samolot bombowy B-70 Valkyrie